# 準的鯛科
准的鯛科是輻鰭魚綱海魴目的一科。

## 分類
准的鯛科下分3個屬，如下：

### 腹棘海魴屬(Cyttopsis)
- 駝背腹棘海魴(Cyttopsis cypho)
- 玫瑰的鯛(Cyttopsis rosea)：又稱紅腹棘海魴。

### 副海魴屬(Parazen)
- 太平洋准的鯛(Parazen pacificus)：又稱太平洋副海魴。

### 鋸胸海魴屬(Stethopristes)
- 鋸胸海魴(Stethopristes eos)